# 대한항공의 사건 및 사고
Korean air대한항공의 사건 사고 목록임

## 준사고

### 20세기

#### 1970년대
- 대한항공 F27기 납북 미수 사건
  - 날짜 : 1971년 1월 23일
  - 편명 : KE842/KAL842
  - 출발지 : 강원특별자치도 속초공항
  - 목적지 : 김포국제공항
  - 기종 : 포커 F27-500
  - 등록번호 : HL5212
  - 사고지점 : 강원특별자치도 홍천군 상공
  - 인명 피해 : 수습 조종사(전명세), 납치범(김상태)  사망
  - 사고 원인 : 하이재킹

#### 1980년대
- 대한항공 보잉 747 사고
  - 날짜 : 1981년 9월 15일
  - 편명 : KE903/KAL903
  - 출발지 : 마닐라 국제공항
  - 목적지 : 김포국제공항
  - 기종 : 보잉 747-200B
  - 등록번호 : HL7447
  - 사고지점 : 마닐라 국제공항
  - 인명피해 : 승객 24명 부상
  - 사고원인 : 이륙 중 철책 충돌

- 대한항공 175편 추락 사고
  - 날짜 : 1989년 11월 25일
  - 편명 : KE175/KAL175
  - 출발지 : 김포국제공항
  - 목적지 : 강릉공항
  - 기종 : 포커 F28-4000
  - 등록번호 : HL532
  - 사고지점 : 김포국제공항
  - 인명피해 : 승객 45명 부상
  - 사고원인 : 엔진 결함

#### 1990년대
- 대한항공 011편 화물칸 고장 사고[1]
  - 날짜 : 1990년 1월 19일
  - 편명 : KE011/KAL011
  - 출발지 : 로스앤젤레스 국제공항
  - 목적지 : 김포국제공항
  - 기종 : 보잉 747-300
  - 등록번호 : 불명
  - 사고지점 : 김포국제공항
  - 인명피해 : 없음
  - 사고원인 : 화물칸 문의 기기결함으로 인한 작동불가
- 대한항공 916편 이륙 사고[2]
  - 날짜 : 1994년 9월 22일
  - 편명 : KE916/KAL916
  - 출발지 : 취리히 국제공항
  - 목적지 : 김포국제공항
  - 기종 :보잉 747-300
  - 등록번호 : 불명
  - 사고지점 : 취리히 국제공항
  - 인명피해 : 없음
  - 사고원인 : 이륙 후 폭풍에 의한 우박과의 충돌

- 대한항공 036편 니어미스 사고
  - 날짜 : 1999년 4월 1일
  - 편명 : KE036/KAL036
  - 출발지 : 시카고 오헤어 국제공항
  - 목적지 : 김포국제공항
  - 기종 : 보잉 747-400
  - 등록번호 : HL7493
  - 사고지점 : 시카고 오헤어 국제공항
  - 인명피해 : 없음
  - 사고원인 : 중국국제항공 카고 9018편 보잉 747-200F의 조종사의 관제지시 미인지

- 대한항공 1603편 활주로 이탈 사고
  - 날짜 : 1998년 9월 30일
  - 편명 : KE1603/KAL 1603
  - 출발지 : 김포국제공항
  - 목적지 : 울산공항
  - 기종 : 맥도널 더글러스 MD-83
  - 등록번호 : HL7236
  - 사고지점 : 울산공항
  - 인명피해 : 부상 3명
  - 사고원인 : 기상 악화, 활주로 이탈

### 21세기

#### 2000년대
- 대한항공 581편 적재 사고[3]
  - 날짜 : 2002년 1월 9일
  - 편명 : KE581/KAL581
  - 출발지 : 시드니 킹스포드 스미스 국제공항
  - 목적지 : 김포국제공항
  - 기종 : 맥도널 더글러스 MD-11F
  - 등록번호 : HL7372
  - 사고지점 : 시드니 킹스포드 스미스 국제공항
  - 인명피해 : 없음
  - 사고원인 : 지상직원의 화물 적재/하역과정 실수
- 대한항공 769편 착륙 사고[4]
  - 날짜 : 2007년 1월 6일
  - 편명 : KE769/KAL769
  - 출발지 : 인천국제공항
  - 목적지 : 아키타 공항
  - 기종 : 보잉 737-900
  - 등록번호 : HL7724
  - 사고지점 : 아키타 공항
  - 인명피해 : 없음
  - 사고원인 : 활주로가 아닌 유도로에 착륙

#### 2010년대
- 대한항공 957편 충돌 사고[5]
  - 날짜 : 2010년 10월 6일
  - 편명 : KE957/KAL957
  - 출발지 : 인천국제공항
  - 목적지 : 벤구리온 국제공항
  - 기종 : 보잉 747-400
  - 등록번호 : 불명
  - 사고지점 : 불명
  - 인명피해 : 없음
  - 사고원인 : 이륙 후 조종석 유리창에 금이 발생
- 대한항공 보잉 747 연료유출 사고[6]
  - 날짜 : 2010년 11월 15일
  - 편명 : 불명
  - 출발지 : 시카고 오헤어 국제공항
  - 목적지 : 인천국제공항
  - 기종 : 보잉 747-400
  - 등록번호 : 불명
  - 사고지점 : 불명
  - 인명피해 : 없음
  - 사고원인 : 연료탱크의 연료 누출
- 대한항공 보잉 777 엔진결함 사고[7]
  - 날짜 : 2010년 11월 18일
  - 편명 : 불명
  - 출발지 : 인천국제공항
  - 목적지 : 마드리드 바하라스 국제공항
  - 기종 : B777
  - 등록번호 : 불명
  - 사고지점 : 불명
  - 인명피해 : 없음
  - 사고원인 : 엔진결함으로 인한 시동 불능
- 대한항공 763편 착륙 사고
  - 날짜 : 2010년 8월 5일
  - 편명 : KE763/KAL763
  - 출발지 : 인천국제공항
  - 목적지 : 니가타 공항
  - 기종 : 보잉 737-900ER
  - 등록번호 : HL7599
  - 사고지점 : 니가타 공항
  - 인명피해 : 없음
  - 사고원인 : 착륙 중 활주로 이탈
- 대한항공 보잉 777 연료누출 사고[8]
  - 날짜 : 2011년 1월 18일
  - 편명 : 불명
  - 출발지 : 매캐런 국제공항
  - 목적지 : 인천국제공항
  - 기종 : 보잉 777-300ER
  - 등록번호 : 불명
  - 사고지점 : 매캐런 국제공항
  - 인명피해 : 없음
  - 사고원인 : 연료장치 내 연료누출
- 공군1호기 회항 사고[9]
  - 날짜 : 2011년 3월 12일
  - 편명 : KAF001
  - 출발지 : 성남 서울공항
  - 목적지 : 아부다비 국제공항
  - 기종 : 보잉 747-400
  - 등록번호 : 10001
  - 사고지점 : 국제 영공 상
  - 인명피해 : 없음
  - 사고원인 : 항공기 제작사의 제조결함
- 대한항공 보잉 747 정비 사고[10]
  - 날짜 : 2011년 5월 24일
  - 편명 : 없음
  - 출발지 : 없음
  - 목적지 : 없음
  - 기종 : 보잉 747-400
  - 등록번호 : 불명
  - 사고지점 : 인천국제공항
  - 인명피해 : 정비사 1명 사망
  - 사고원인 : 정비작업 중 추락
- 대한항공 086편 회항 사건
  - 날짜 : 2014년 12월 5일
  - 편명 : KE086/KAL086
  - 출발지 : 존 F. 케네디 국제공항
  - 목적지 : 인천국제공항
  - 기종 : 에어버스 A380-861
  - 등록번호 : HL7627
  - 사고지점 : 존 F. 케네디 국제공항
  - 인명피해 : 없음
  - 사고원인 : 승객 난동
- 대한항공 480편 기내 난동 사건
  - 날짜 : 2016년 12월 20일
  - 편명 : KE480/KAL480
  - 출발지 : 노이바이 국제공항
  - 목적지 : 인천국제공항
  - 기종 : 보잉 737-900
  - 사고지점 : 하노이 국제공항
  - 인명피해 : 없음
  - 사고원인 : 승객 난동, 음주
- 대한항공 2708편 화재 사고[11][12]
  - 날짜 : 2016년 5월 27일
  - 편명 : KE2708/KAL2708
  - 출발지 : 도쿄 국제공항
  - 목적지 : 김포국제공항
  - 기종 : 보잉 777-300
  - 사고지점 : 도쿄 국제공항
  - 인명피해 : 12명 부상
  - 사고원인 : 터빈블레이드 부품 결함

#### 2020년대
- 대한항공 631편 활주로 이탈 사고[13]
  - 날짜 : 2022년 10월 24일
  - 편명 : KE631/KAL631
  - 출발지 : 인천국제공항
  - 목적지 : 막탄 세부 국제공항
  - 기종 : 에어버스 A330-300
  - 등록번호 : HL7525[14]
  - 사고지점 : 막탄 세부 국제공항
  - 인명피해 : 없음
  - 사고원인 : 연이은 착륙 시도 중, 브레이크 고장으로 활주로 이탈

## 대형 사고

### 20세기

#### 1950년대
- 만송호 추락 사고
  - 날짜 : 1957년 7월 7일
  - 편명 : 불명
  - 출발지 : 김포국제공항
  - 목적지 : 부산 수영비행장
  - 기종 : 더글러스 DC-3
  - 등록번호 : 불명
  - 사고지점 : 부산 수영비행장
  - 인명피해 : 없음
  - 사고원인 : 착륙과정 중 돌풍으로 인한 기체전복
- 창랑호 납북 사건
  - 날짜 : 1958년 2월 16일
  - 편명 : 불명
  - 출발지 : 부산 수영비행장
  - 목적지 : 김포국제공항
  - 기종 : 더글러스 DC-3
  - 등록번호 : HL103, 창랑호
  - 사고지점 : 경기도 평택시 상공
  - 인명피해 : 없음
  - 사고원인 : 북한 공작원에 의한 강제 납북

#### 1960년대
- 대한항공 YS-11기 납북 사건
  - 날짜 : 1969년 12월 11일
  - 편명 : 불명
  - 출발지 : 강릉공항
  - 목적지 : 김포국제공항
  - 기종 : 일본항공기제조 YS-11
  - 등록번호 : HL5208
  - 사고지점 : 강원도 대관령 상공
  - 인명피해 : 승객 47명, 승무원 4명 중 승객 39명 송환
  - 사고원인 : 북한 공작원에 의한 강제 납북

#### 1970년대
- 대한항공 642편 추락 사고
  - 날짜 : 1976년 8월 2일
  - 편명 : KE642/KAL642
  - 출발지 : 테헤란 메흐라바드 국제공항
  - 목적지 : 김포국제공항
  - 기종 : 보잉 707-320CF
  - 등록번호 : HL7412
  - 사고지점 : 테헤란 메흐라바드 국제공항
  - 인명피해 : 승무원 5명 전원 사망
  - 사고원인 : 이륙 후 엔진화재로 인한 조종불능으로 추락
- 대한항공 902편 격추 사건
  - 날짜 : 1978년 4월 21일
  - 편명 : KE902/KAL902
  - 출발지 : 파리 오를리 공항
  - 목적지 : 김포국제공항
  - 기종 : 보잉 707-320B
  - 등록번호 : HL7429
  - 사고지점 : 소비에트 연방 무르만스크
  - 인명피해 : 승객 97명, 승무원 12명 중 승객 2명 사망
  - 사고원인 : 기내 항법장치 이상으로 인한 소련 영공 침범

#### 1980년대
- 대한항공 015편 착륙 사고
  - 날짜 : 1980년 11월 19일
  - 편명 : KE015/KAL015
  - 출발지 : 존 F. 케네디 국제공항
  - 목적지 : 김포국제공항
  - 기종 : 보잉 747-200B
  - 등록번호 : HL7445
  - 사고지점 : 김포국제공항
  - 인명피해 : 승객 206명, 승무원 20명 중 15명 사망, 4명 부상, 211명 생존
  - 사고원인 : 착륙 최종접근 중 착륙장치의 지상시설과의 충돌로 기체전소
- 대한항공 007편 격추 사건
  - 날짜 : 1983년 9월 1일
  - 편명 : KE007/KAL007
  - 출발지 : 존 F. 케네디 국제공항
  - 목적지 : 김포국제공항
  - 기종 : 보잉 747-200B
  - 등록번호 : HL7442
  - 사고지점 : 소비에트 연방 사할린 상공
  - 인명피해 : 승객 246명, 승무원 23명 전원 사망
  - 사고원인 : 조종사의 항법장치 조작 미숙으로 인한 소련영공 침범, 민항기 격추
- 대한항공 084편 사고
  - 날짜 : 1983년 12월 23일
  - 편명 : KE084/KAL084
  - 출발지 : 파리 오를리 공항
  - 목적지 : 김포국제공항
  - 기종 : 맥도넬더글러스 DC-10-30
  - 등록번호 : HL7339
  - 사고지점 : 테드 스티븐스 앵커리지 국제공항
  - 인명피해 : 불명
  - 사고원인 : 이륙 후 조종사와 관제소간 의사소통 미흡
- 대한항공 858편 폭파 사건
  - 날짜 : 1987년 11월 29일
  - 편명 : KE858/KAL858
  - 출발지 : 아부다비 국제공항
  - 목적지 : 김포국제공항
  - 기종 : 보잉 707-320B
  - 등록번호 : HL7406
  - 사고지점 : 미얀마 양곤 상공
  - 인명피해 : 승객 104명, 승무원 11명 전원 사망
  - 사고원인 : 북한 공작원 김승일과 김현희에 의한 폭파
- 대한항공 803편 추락 사고
  - 날짜 : 1989년 7월 27일
  - 편명 : KE803/KAL803
  - 출발지 : 김포국제공항
  - 목적지 : 트리폴리 국제공항
  - 기종 : 맥도넬더글러스 DC-10-30
  - 등록번호 : HL7328
  - 사고지점 : 트리폴리 국제공항
  - 인명피해 : 승객 181명, 승무원 18명 중 75명 사망
  - 사고원인 : 무리한 착륙 시도로 인한 추락
- 대한항공 175편 추락 사고
  - 날짜 : 1989년 11월 25일
  - 편명 : KE175/KAL175
  - 출발지 : 김포국제공항
  - 목적지 : 강릉공항
  - 기종 : 포커 F28
  - 등록번호 : HL7285
  - 사고지점 : 김포국제공항
  - 인명피해 : 없음
  - 사고원인 : 이륙과정 중 날개 결빙과 조종 미숙으로 추락

### 1990년대
- 대한항공 376편 동체착륙 사고
  - 날짜 : 1991년 6월 13일
  - 편명 : KE376/KAL376
  - 출발지 : 제주국제공항
  - 목적지 : 대구국제공항
  - 기종 : 보잉 727-200
  - 등록번호 : HL7350
  - 사고지점 : 대구국제공항
  - 인명피해 : 없음
  - 사고원인 : 착륙과정 중 조종사의 조종 미숙으로 추락
- 대한항공 2033편 착륙 사고
  - 날짜 : 1994년 8월 10일
  - 편명 : KE2033/KAL2033
  - 출발지 : 김포국제공항
  - 목적지 : 제주국제공항
  - 기종 : 에어버스 A300-600R
  - 등록번호 : HL7296
  - 사고지점 : 제주국제공항
  - 인명피해 : 없음
  - 사고원인 : 조종사간 소통 미흡으로 인한 활주로 이탈
- 대한항공 801편 추락 사고[15]
  - 날짜 : 1997년 8월 6일
  - 편명 : KE801/KAL801
  - 출발지 : 김포국제공항
  - 목적지 : 아가나 국제공항
  - 기종 : 보잉 747-300B
  - 등록번호 : HL7468
  - 사고지점 : 아가나 국제공항 인근 니미츠 힐
  - 인명피해 : 승객 237명, 승무원 17명 중 228명 사망
  - 사고원인 : 기상 악화 속에서 착륙 유도장치 이상과 조종사의 무리한 착륙시도 중 추락
- 대한항공 8702편 활주로 이탈 사고
  - 날짜 : 1998년 8월 5일
  - 편명 : KE8702/KAL8702
  - 출발지 : 나리타 국제공항
  - 목적지 : 김포국제공항
  - 기종 : 보잉 747-400
  - 등록번호 : HL7496
  - 사고지점 : 김포국제공항
  - 인명피해 : 없음
  - 사고원인 : 착륙 중 활주로 이탈
- 대한항공 1533편 활주로 이탈 사고
  - 날짜 : 1999년 3월 15일
  - 편명 : KE1533/KAL1533
  - 출발지 : 김포국제공항
  - 목적지 : 포항공항
  - 기종 : 맥도넬 더글러스 MD-83
  - 등록번호 : HL7570
  - 사고지점 : 포항공항
  - 인명피해 : 없음
  - 사고원인 : 무리한 착륙 중 활주로 이탈
- 대한항공 6316편 추락 사고
  - 날짜 : 1999년 4월 15일
  - 편명 : KE6316/KAL6316
  - 출발지 : 상하이 홍차오 국제공항
  - 목적지 : 김포국제공항
  - 기종 : 맥도넬더글러스 MD-11F
  - 등록번호 : HL7373
  - 사고지점 : 상하이 홍차오 국제공항
  - 인명피해 : 승무원 3명 전원 사망
  - 사고원인 : 중국의 미터법 사용으로 인한 단위 환산의 혼란
- 대한항공 8509편 추락 사고
  - 날짜 : 1999년 12월 23일
  - 편명 : KE8509/KAL8509
  - 출발지 : 런던 스탠스테드 공항
  - 목적지 : 김포국제공항
  - 기종 : 보잉 747-200F
  - 등록번호 : HL7451
  - 사고지점 : 런던 스탠스테드 공항
  - 인명피해 : 승무원 4명 전원 사망
  - 사고원인 : 이륙 후 기장의 고장난 자세지시계의 조종으로 인한 추락

## 같이 보기
- 아시아나항공의 사건 및 사고